# Romexpo
Il Romexpo è un centro espositivo e congressuale con sede a Bucarest.

## Caratteristiche
Composto da 42 padiglioni, è il più grande complesso espositivo della Romania. Ogni anno ospita oltre 40 fiere, esposizioni e saloni commerciali. Nel 2013 nei suoi spazi sono state organizzate 60 fiere (con 500.000 visitatori complessivi) e circa 300 eventi tra conferenze, seminari e concerti.
Tra le più importanti manifestazioni che vi si tengono ogni anno si annoverano la fiera internazionale dei beni di consumo di Bucarest (TIBCO), l'esposizione internazionale di prodotti e articoli per bambini, la fiera internazionale del mobile (TIMB), la fiera internazionale dell'industria tipografica (Print Show), la fiera internazionale del turismo della Romania (ITF) e il festival internazionale del libro Gaudeamus.
La superficie totale del centro è di 421.700 m², di cui 203.000 m² destinati agli espositori e 35.000 m² di pacheggi (2.200 posti auto). Il padiglione principale, composto da tre livelli concentrici e realizzato principalmente in cemento e vetro, è alto 42 metri, ha una superficie di 10.000 m² ed è costruito su un piano circolare con un diametro di 180 metri, mentre la cupola in metallo ha un diametro di 93 metri. Il centro è collegato direttamente alla rete ferroviaria.
Il centro è amministrato dalla Romexpo S. A., che nel 2007 ha raggiunto un giro d'affari di 23 milioni di euro.

## Storia
Nel 1959 l'autorità amministrativa di Bucarest diede il via alle procedure per la costruzione di uno speciale spazio espositivo, come risultato della crescita economica e dell'ampliamento delle relazioni commerciali internazionali del paese. L'anno successivo fu presentato il piano di costruzione del primo padiglione, inaugurato nell'aprile 1962. Il padiglione centrale, conosciuto durante il regime comunista con il nome di "padiglione dell'esposizione dell'economia nazionale" (Pavilionul Expoziției Economiei Naționale) fu costruito tra il 1963 e il 1965 sul luogo in cui erano situate le tribune dell'ex ippodromo di Bucarest, su progetto degli architetti Ascanio Damian, Mircea Enescu, Vera Hariton e Dan Mateescu. La prima manifestazione organizzata all'interno del padiglione principale fu l'esposizione delle realizzazioni dell'economia nazionale (Expoziția Realizarilor Economiei Naționale, EREN) nel 1964.
Per la gestione del centro nel 1963 fu fondato l'Ufficio delle esposizioni (Oficiul de Expoziții), ente sotto il controllo della camera di commercio della Romania, che nel 1968 si trasformò nella compagnia di stato Impresa delle fiere e delle esposizioni (Întreprinderea de Târguri și Expoziții).
Nell'ottobre 1970 ospitò la prima edizione della fiera tecnica internazionale di Bucarest, cui presero parte 1.000 espositori da oltre 30 paesi e nel 1974 fu inaugurata la prima edizione della fiera internazionale dei beni di consumo di Bucarest. Nel 1982 le due manifestazioni furono riunite in una sola con cadenza annuale.
In seguito alla rivoluzione romena del 1989, nel 1991 l'Impresa delle fiere e delle esposizioni venne privatizzata, divenendo la Romexpo S. A., società avente quali azionisti di maggioranza la camera di commercio della Romania e il comune di Bucarest. Da quel momento fu lanciato un programma per la diversificazione delle attività del centro, che iniziò ad ospitare sempre più conferenze, concerti ed eventi di grande richiamo internazionale. A tal riguardo nel 1994 fu inaugurato il centro di conferenze e congressi e nel 2002 il Romexpo business center. Nel 2015 fu lanciato un piano di investimenti di 10 milioni di euro per l'ampliamento degli spazi espositivi di 36.000 m².

## Trasporti
L'area Romexpo è ben servita da bus urbani, tram e ed è in costruzione la stazione Expoziției della linea M6 della metropolitana di Bucarest.